# Jacques Roulot
Jacques Roulot (Parigi, 18 novembre 1933 – Montpellier, 15 febbraio 2002) è stato uno schermidore francese, vincitore di una medaglia di bronzo ai campionati mondiali di scherma.